# Brzuza (województwo łódzkie)
Brzuza – wieś w Polsce położona w województwie łódzkim, w powiecie opoczyńskim, w gminie Drzewica.
| 0618042 | Brzuza-Kolonia | część wsi |
| 0618059 | Doły           | część wsi |

W latach 1975–1998 miejscowość administracyjnie należała do województwa radomskiego.
Wierni kościoła rzymskokatolickiego należą do parafii św. Mikołaja w Libiszowie.